# 清徐県
清徐県（せいじょ-けん）は中華人民共和国山西省太原市に位置する県。
酢の生産が盛んであり、「酢都」を自称する。町の中心にある酢都広場には、酢の醸造甕をかたどった巨大なモニュメントが置かれ、正面には「酢」と大書されている。

## 歴史
596年（開皇16年）、隋朝により清源県が設置される。606年（大業2年）に廃止となり晋陽県に編入されたが、唐朝が成立すると618年（武徳元年）に再設置された。1763年（乾隆28年）に清朝により清源県が廃止されたが、1912年（民国元年）に再設置されている。
またこれとは別に1189年（大定29年）には金朝により徐溝県が設置された。
1952年、清源県及び徐溝県が合併し清徐県が成立、現在に至る。

## 行政区画
- 鎮:清源鎮、徐溝鎮、東于鎮、孟封鎮
- 郷:馬峪郷、柳杜郷、西谷郷、王答郷、集義郷